# Naenarides malaisei
Naenarides malaisei är en stekelart som beskrevs av Heinrich 1969. Naenarides malaisei ingår i släktet Naenarides, och familjen brokparasitsteklar. Inga underarter finns listade.